# Siebenfarbige Erde

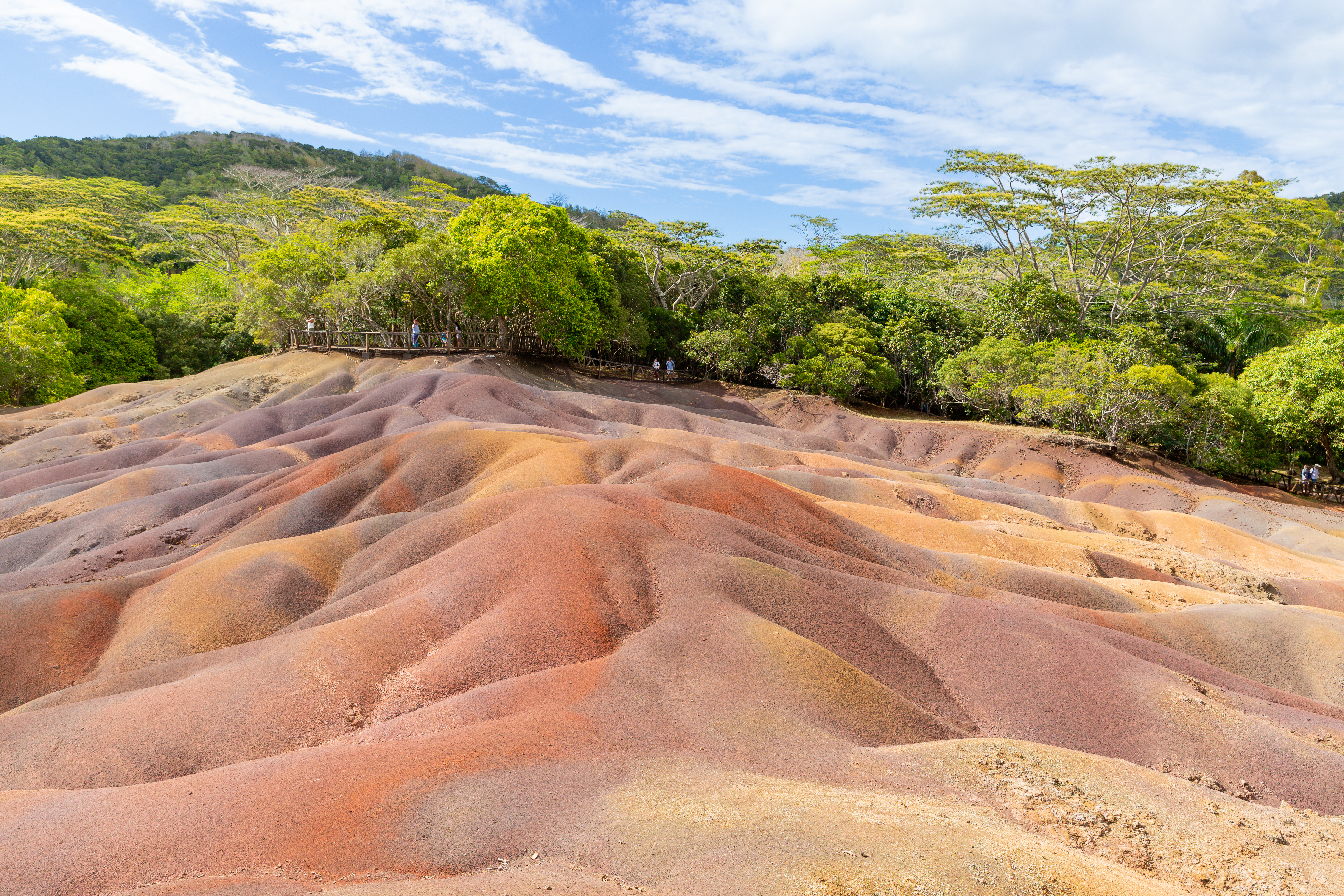
Blick von der Aussichtsplattform auf die Siebenfarbige Erde

Die Siebenfarbige Erde (französisch Terres des Sept Couleurs; englisch Seven Coloured Earths) ist ein Naturphänomen in der Nähe der Ortschaft Chamarel im Südwesten der Insel Mauritius. Sie ist eine Touristenattraktion und befindet sich in Privatbesitz.

## Entstehung
Die Hügellandschaft ist wie die ganze Insel vulkanischen Ursprungs. Die Farben kommen durch die Umwandlung von Basaltlava in Tonminerale und deren weitere Zersetzung zustande. Alle unter tropischen Verwitterungsbedingungen wasserlöslichen Bestandteile wie z. B. Kieselsäuren sind aus der Spülfläche ausgewaschen (Desilifizierung), es bleibt nur noch ein Bodensubstrat aus rötlich/schwarzem Eisenoxid Fe2O3 und Aluminiumhydroxid übrig (hier Ferralitisierung), das Farben von blau über violettblau bis blaugrün ausbildet. Durch schwankende Zusammensetzungen kommt es zu den verschiedenen Farbtönen.

## Tourismus
Das Areal ist touristisch erschlossen und gilt als eine der touristischen Hauptattraktionen. Für die Besichtigung wird Eintritt verlangt. Die Anreise erfolgt aufgrund der relativ abgeschiedenen Lage primär mit dem Bus oder Taxi. Es wird vor der einzigen Park- und Wendemöglichkeit kassiert. Die Busse und Taxen parken auf einem großen Parkplatz nur wenige Meter neben der Siebenfarbigen Erde und der angegliederten touristischen Infrastruktur. Das Betreten der Gesteinsfläche ist verboten.
Die Siebenfarbige Erde kann im Rahmen eines Helikopter-Rundflugs der Air Mauritius aus der Luft besichtigt werden und ist fester Bestandteil des einstündigen Mauritius-Rundflugs.
In direkter Nähe befindet sich der ebenfalls in Privatbesitz befindliche, touristisch erschlossene Wasserfall Cascade Chamarel.

## Trivia
Vielen Touristen wird erzählt, dass die Hügel aus Sand bestehen, die sich auf wundersame Weise selbst durch Regen nicht durchmischen. Dies ist jedoch falsch, da es sich um Lavagestein handelt. Eine „Probe“ des Sandes wird in den Souvenirläden auf der Insel und im Kassenhäuschen am Eingang des Geländes verkauft.

## Impressionen

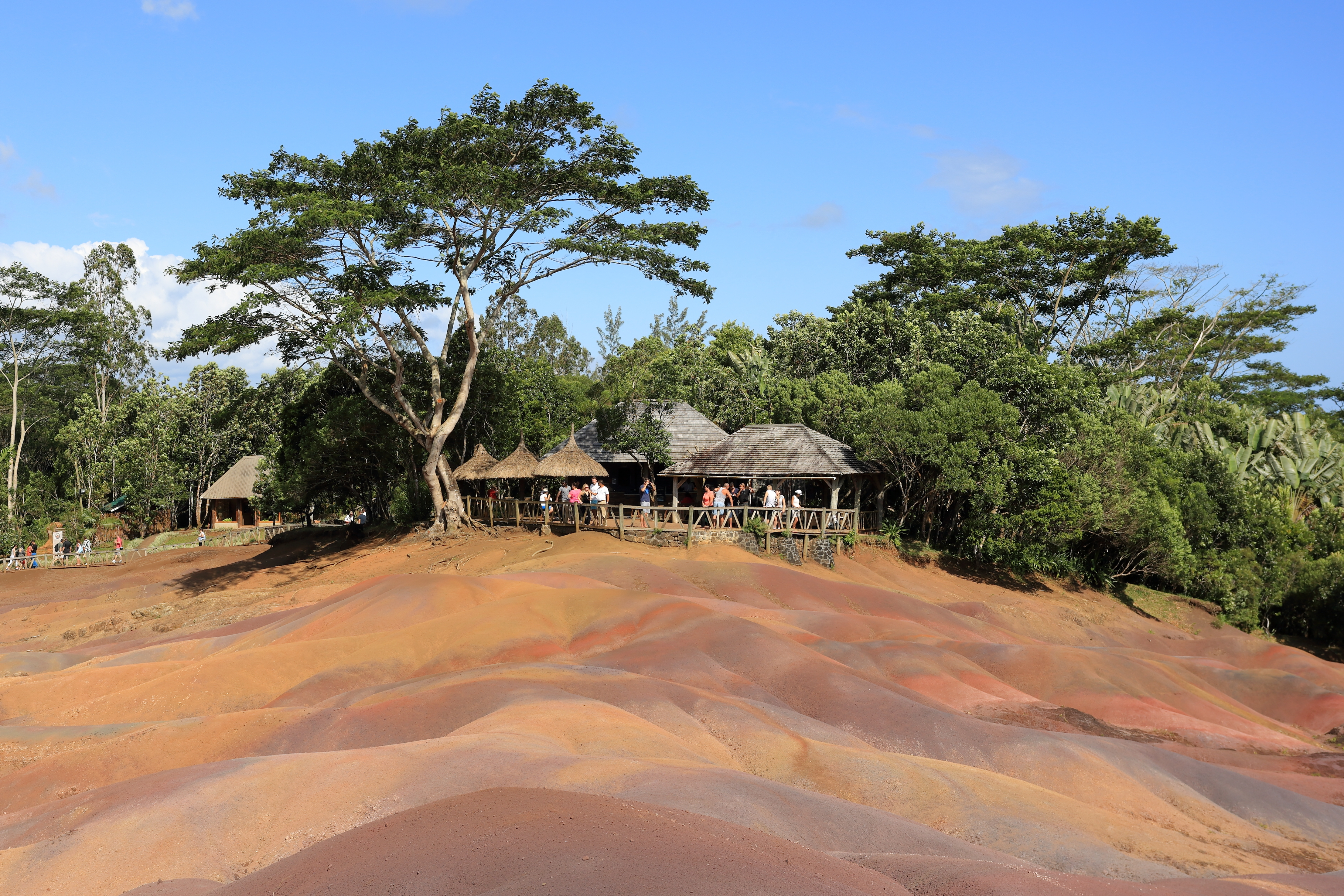
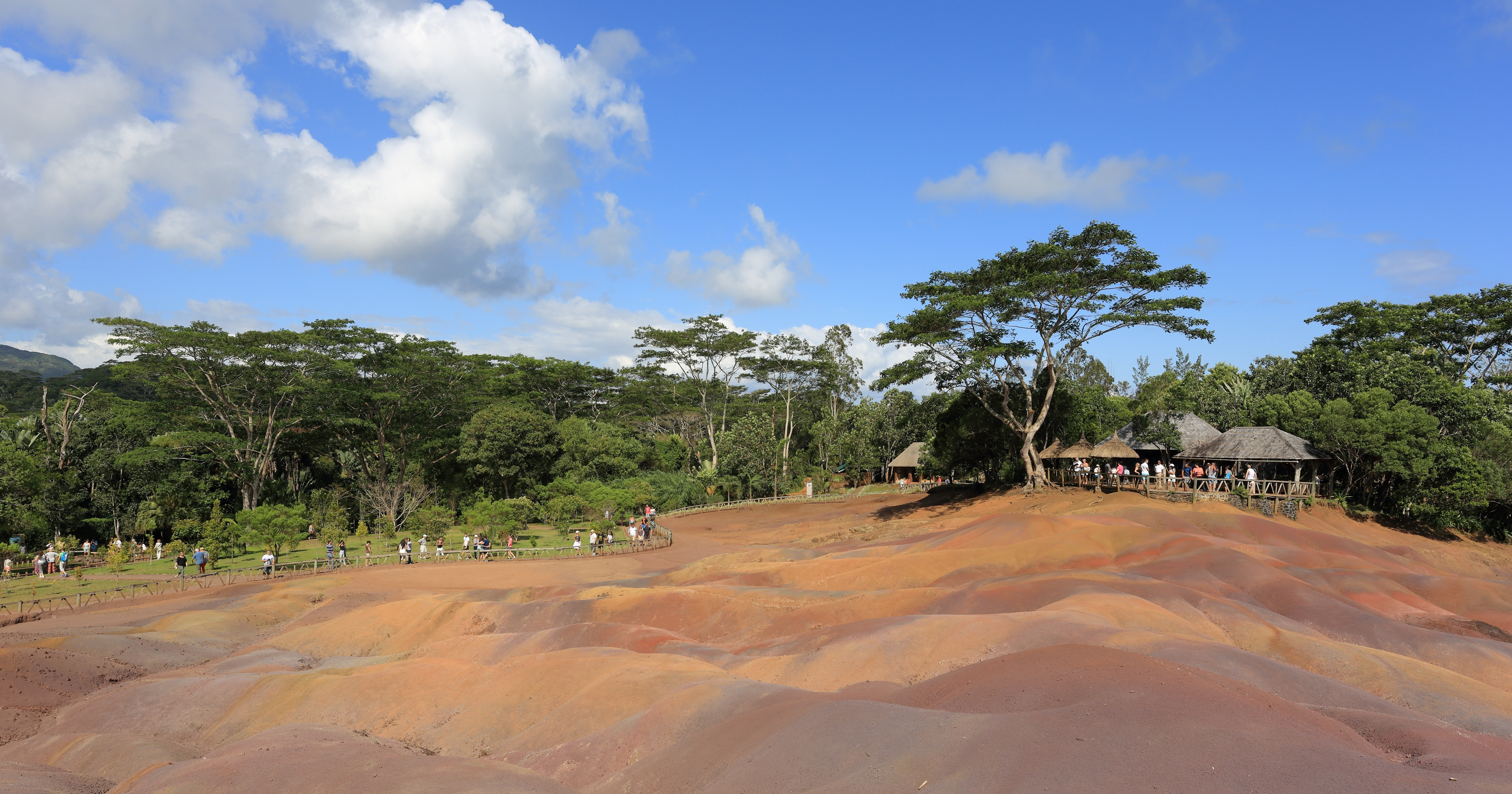